# Pereléssok
Pereléssok (en rus: Перелесок) és un poble (un possiólok) del krai de Khabàrovsk, a Rússia, que el 2012 tenia 24 habitants. Pertany al districte rural de Bikinski.